# 국가지원지방도 제28호선
국가지원지방도 제28호선은 경상북도 영주시 봉현면 봉현 교차로와 강원특별자치도 동해시 단봉동 단봉삼거리를 잇는 대한민국의 국가지원지방도이다.

## 역사
본래 1994년 국도 연장 및 신설 계획안에 포함되지 않은 구간이었으나 2008년 국가지원지방도 노선 지정령을 일부 개정하면서 새로 지정된 노선이다.
- 2008년 11월 17일 : 국가지원지방도 제28호선 영주 ~ 삼척선 노선 신설[1]
- 2012년 1월 26일 : 종점을 강원도 삼척시에서 동해시로 연장하면서 국가지원지방도 제28호선 영주 ~ 동해선으로 변경[2]
- 2017년 8월 15일 : 풍기 ~ 단산간 도로(영주시 풍기읍 산법리 ~ 순흥면 읍내리) 9.422 km 구간 확장 개통 및 기존 영주시 풍기읍 산법리 ~ 단산면 옥대리 2.812 km 구간 폐지[3]
- 2017년 9월 27일 : 풍기 ~ 단산간 도로(영주시 풍기읍 산법리 ~ 순흥면 읍내리) 9.422 km 구간 확장 개통 및 기존 영주시 풍기읍 산법리 ~ 단산면 옥대리 2.812 km 구간 폐지[4]
- 2023년 12월 26일 : 단산 ~ 부석사간 도로 1공구(영주시 단산면 옥대리 ~ 부석면 소천리) 5.227km 구간 확장 개통, 기존 영주시 부석면 노곡리 145m 구간 폐지[5]
- 2024년 4월 3일 : 단산 ~ 부석사간 도로 2공구(영주시 부석면 북지리 ~ 남대리) 6km 구간 확장 개통, 기존 7.87km 구간 폐지[6]
- 2024년 5월 13일: 단산 ~ 부석사간 마구령터널 개통[7]

## 경유지
경상북도
- 영주시 (봉현면 - 풍기읍 - 순흥면 - 단산면 - 부석면)

충청북도
- 단양군 영춘면

강원특별자치도
- 영월군 (김삿갓면 - 산솔면) - 정선군 (신동읍 - 남면 - 사북읍 - 화암면) - 삼척시 (하장면 - 미로면 - 마평동 - 도경동 - 등봉동) - 동해시 단봉동

## 노선
- (■): 자동차 전용도로 구간

### 경상북도
| 이름                                   | 접속 노선                                       | 소재지 | 소재지 | 비고                              |
| -------------------------------------- | ----------------------------------------------- | ------ | ------ | --------------------------------- |
| 봉현 교차로                            | 국도 제5호선 (죽령로) 지방도 제931호선 (소백로) | 영주시 | 봉현면 | 시점 지방도 제931호선과 중복      |
| 봉현면 행정복지센터                    | 오현로                                          | 영주시 | 봉현면 | 지방도 제931호선과 중복           |
| 봉현사거리                             | 신재로 오현로                                   | 영주시 | 봉현면 | 지방도 제931호선과 중복           |
| 풍기교                                 |                                                 | 영주시 | 봉현면 | 지방도 제931호선과 중복           |
|                                        | 풍기읍                                          | 영주시 |        | 지방도 제931호선과 중복           |
| 성내리                                 | 기주로                                          | 영주시 |        | 지방도 제931호선과 중복           |
| (풍기오거리)                           | 동성로 동성로94번길                             | 영주시 |        | 지방도 제931호선과 중복           |
| (풍기서부지하도)                       | 금계로                                          | 영주시 |        | 지방도 제931호선과 중복           |
| 금계교 동양대학교                      |                                                 | 영주시 |        | 지방도 제931호선과 중복           |
| 동양대삼거리                           | 소백로                                          | 영주시 |        | 지방도 제931호선과 중복           |
| 풍기인삼도매시장                       |                                                 | 영주시 |        | 지방도 제931호선과 중복           |
| 태장1 교차로                           | 대평로 태장로                                   | 영주시 | 순흥면 | 지방도 제931호선과 중복           |
| 영주경륜수련원 가랑고개                |                                                 | 영주시 | 순흥면 | 지방도 제931호선과 중복           |
| 태장2 교차로                           | 소백로2481번길                                  | 영주시 | 순흥면 | 지방도 제931호선과 중복           |
| 순흥 교차로                            | 회현로 순흥로55번길                             | 영주시 | 순흥면 | 지방도 제931호선과 중복           |
| 읍내사거리                             | 순흥로 죽계로                                   | 영주시 | 순흥면 | 지방도 제931호선과 중복           |
| 소수서원 제월교 선비촌                 |                                                 | 영주시 | 순흥면 | 지방도 제931호선과 중복           |
| 내기재                                 |                                                 | 영주시 | 순흥면 | 지방도 제931호선과 중복           |
|                                        | 단산면                                          | 영주시 |        | 지방도 제931호선과 중복           |
| 단곡교 옥대교                          |                                                 | 영주시 |        | 지방도 제931호선과 중복           |
| 옥대삼거리                             | 단산로 옥대로                                   | 영주시 |        | 지방도 제931호선과 중복           |
| (회전교차로)                           | 옥대로                                          | 영주시 |        | 지방도 제931호선과 중복           |
| 소천사거리                             | 지방도 제935호선 (의상로) 소천로                | 영주시 | 부석면 | 지방도 제931, 935호선과 중복      |
| 부석교                                 |                                                 | 영주시 | 부석면 | 지방도 제931, 935호선과 중복      |
| 부석 회전교차로                        | 지방도 제931호선 (소백로)                       | 영주시 | 부석면 | 지방도 제931, 935호선과 중복      |
| 두봉교                                 | 부석사로                                        | 영주시 | 부석면 | 지방도 제935호선과 중복           |
| 영주소백산예술촌 (구 부석북부초등학교) |                                                 | 영주시 | 부석면 | 지방도 제935호선과 중복           |
| 마구령                                 |                                                 | 영주시 | 부석면 | 지방도 제935호선과 중복 해발 820m |
| 남대교 부석북부초등학교 남대분교(폐교) |                                                 | 영주시 | 부석면 | 지방도 제935호선과 중복           |

### 충청북도
| 이름                                  | 접속 노선                 | 소재지 | 소재지 | 비고                    |
| ------------------------------------- | ------------------------- | ------ | ------ | ----------------------- |
| 의풍3교 의풍1교 영춘초등학교 의풍분교 |                           | 단양군 | 영춘면 | 지방도 제935호선과 중복 |
| (의풍1리)                             | 지방도 제935호선 (영부로) | 단양군 | 영춘면 | 지방도 제935호선과 중복 |
| (노루목)                              |                           | 단양군 | 영춘면 |                         |

### 강원특별자치도
| 이름                                             | 접속 노선                                     | 소재지 | 소재지                                             | 비고                                                   |
| ------------------------------------------------ | --------------------------------------------- | ------ | -------------------------------------------------- | ------------------------------------------------------ |
| (노루목) 김삿갓묘 김삿갓교 삿갓교 든돌교 와석1교 |                                               | 영월군 | 김삿갓면                                           |                                                        |
| 옥동초등학교 주석분교 (폐교)                     | 국가지원지방도 제88호선 (영월동로)            | 영월군 | 김삿갓면                                           | 국가지원지방도 제88호선과 중복                         |
| 곡동교 미사교 외룡교 외룡초등학교 (폐교)         |                                               | 영월군 | 김삿갓면                                           | 국가지원지방도 제88호선과 중복                         |
| 내리입구 (칠용교 서단)                           | 국가지원지방도 제88호선 (내리계곡로)          | 영월군 | 김삿갓면                                           | 국가지원지방도 제88호선과 중복                         |
| 녹전중학교 녹전대교                              |                                               | 영월군 | 산솔면                                             |                                                        |
| 녹전사거리                                       | 태백산로 응고개길                             | 영월군 | 산솔면                                             |                                                        |
| 녹전교 산솔면사무소                              |                                               | 영월군 | 산솔면                                             |                                                        |
| 이목 교차로                                      | 국도 제31호선 (영월 ~ 중동간 도로)            | 영월군 | 산솔면                                             | 국도 제31호선과 중복                                   |
| 가리내 교차로                                    | 태백산로                                      | 영월군 | 산솔면                                             | 국도 제31호선과 중복                                   |
| 수라리터널                                       |                                               | 영월군 | 산솔면                                             | 국도 제31호선과 중복 연장 869m (수라리재 해발 600m)    |
| 화원 교차로                                      | 태백산로                                      | 영월군 | 산솔면                                             | 국도 제31호선과 중복                                   |
| 석항삼거리                                       | 영월로                                        | 영월군 | 산솔면                                             | 국도 제31호선과 중복                                   |
| 석항버스정류소 영월초등학교 연상분교             |                                               | 영월군 | 산솔면                                             | 국도 제31호선과 중복                                   |
| 석항 교차로 (연상삼거리)                         | 국도 제38호선 국도 제59호선 (강원남로) 영월로 | 영월군 | 산솔면                                             | 국도 제31호선과 중복 국도 제38, 59호선과 중복          |
| 석항3교                                          |                                               | 영월군 | 산솔면                                             | 국도 제38, 59호선과 중복                               |
| 양지교                                           |                                               | 정선군 | 신동읍                                             | 국도 제38, 59호선과 중복                               |
| 신동 교차로                                      | 지방도 제421호선 (의림로)                     | 정선군 | 신동읍                                             | 국도 제38, 59호선과 중복                               |
| 신동교                                           |                                               | 정선군 | 신동읍                                             | 국도 제38, 59호선과 중복                               |
| 예미 교차로                                      | 동강로 의림로                                 | 정선군 | 신동읍                                             | 국도 제38, 59호선과 중복                               |
| 의림삼거리 (예미1교)                             | 의림로                                        | 정선군 | 신동읍                                             | 국도 제38, 59호선과 중복 상행 진출만 가능              |
| 예미2교                                          | 의림로                                        | 정선군 | 신동읍                                             | 국도 제38, 59호선과 중복 상행 진입 불가 하행 진출 불가 |
| 예미3교 가사1교                                  |                                               | 정선군 | 신동읍                                             | 국도 제38, 59호선과 중복                               |
| 가사육교                                         | 의림로                                        | 정선군 | 신동읍                                             | 국도 제38, 59호선과 중복 상행 진출 불가 하행 진입 불가 |
| 가사2교 가사3교 가사4교                          |                                               | 정선군 | 신동읍                                             | 국도 제38, 59호선과 중복                               |
| 원평육교                                         | 의림로                                        | 정선군 | 신동읍                                             | 국도 제38, 59호선과 중복                               |
| 마차재(마차령)                                   |                                               | 정선군 | 신동읍                                             | 국도 제38, 59호선과 중복 해발 700m                     |
| 마차재(마차령)                                   | 남면                                          | 정선군 |                                                    | 국도 제38, 59호선과 중복 해발 700m                     |
| 광덕1교 문곡1교 문곡2교 문곡3교 문곡4교 문곡5교  |                                               | 정선군 | 국도 제38, 59호선과 중복                           |                                                        |
| 문곡 교차로                                      | 국도 제59호선 (칠현로)                        | 정선군 | 국도 제38, 59호선과 중복 하행은 남면교차로 이용    |                                                        |
| 문곡6교 문곡7교                                  |                                               | 정선군 | 국도 제38호선과 중복                               |                                                        |
| 남면 교차로                                      | 문은단로                                      | 정선군 | 국도 제38호선과 중복 하행만 진출 가능              |                                                        |
| 무릉교                                           |                                               | 정선군 | 국도 제38호선과 중복 상행 전용                     |                                                        |
| 민둥산 교차로                                    | 지방도 제421호선 (민둥산로) 자뭇골길          | 정선군 | 국도 제38호선과 중복                               |                                                        |
| 증산 교차로                                      | 무릉2로 지장천로                              | 정선군 | 국도 제38호선과 중복                               |                                                        |
| 증산과선교 목산1교                               |                                               | 정선군 | 국도 제38호선과 중복                               |                                                        |
| 증산터널                                         |                                               | 정선군 | 국도 제38호선과 중복 상행 연장 503m 하행 연장 484m |                                                        |
| 목산2교                                          | 지장천로                                      | 정선군 | 국도 제38호선과 중복 하행만 진출 가능              |                                                        |
| 목산3교                                          |                                               | 정선군 | 국도 제38호선과 중복                               |                                                        |
| 목산3교                                          | 사북읍                                        | 정선군 | 국도 제38호선과 중복                               |                                                        |
| 목산4교                                          |                                               | 정선군 | 국도 제38호선과 중복                               |                                                        |
|                                                  | 남면                                          | 정선군 | 국도 제38호선과 중복                               |                                                        |
| 목산5교                                          |                                               | 정선군 | 국도 제38호선과 중복                               |                                                        |
|                                                  | 사북읍                                        | 정선군 | 국도 제38호선과 중복                               |                                                        |
| 도사교 지장천1교                                 |                                               | 정선군 | 국도 제38호선과 중복                               |                                                        |
| 사북 교차로                                      | 국도 제38호선 (강원남로) 사북1길              | 정선군 | 국도 제38호선과 중복                               |                                                        |
| 사북오거리                                       | 사북중앙로 하이원길                           | 정선군 |                                                    |                                                        |
| 사북역 사북2교                                   |                                               | 정선군 |                                                    |                                                        |
| 사북2교삼거리                                    | 사북중앙로                                    | 정선군 |                                                    |                                                        |
| 정선군립병원삼거리                               | 지장천로                                      | 정선군 |                                                    |                                                        |
| 사북중학교 사북고등학교 사북초등학교             |                                               | 정선군 |                                                    |                                                        |
| 범바위1교                                        | 북일안길                                      | 정선군 |                                                    |                                                        |
| 범바위1교 범바위2교                              |                                               | 정선군 |                                                    |                                                        |
| 노른교                                           | 노른가리길                                    | 정선군 |                                                    |                                                        |
| 노나무재터널                                     |                                               | 정선군 | 연장 600m                                          |                                                        |
| 노나무재터널                                     | 화암면                                        | 정선군 | 연장 600m                                          |                                                        |
| 백전2리                                          | 용소길                                        | 정선군 |                                                    |                                                        |
| 백전교                                           |                                               | 정선군 |                                                    |                                                        |
| 백전1교                                          | 대지산길                                      | 정선군 |                                                    |                                                        |
| 합수교                                           |                                               | 정선군 |                                                    |                                                        |
| 합수거리                                         | 지방도 제424호선 (소금강로)                   | 정선군 | 지방도 제424호선과 중복                            |                                                        |
| 역둔교                                           | 역둔길                                        | 삼척시 | 지방도 제424호선과 중복                            | 하장면                                                 |
| 하장초등학교 역둔분교                            |                                               | 삼척시 | 지방도 제424호선과 중복                            | 하장면                                                 |
| 하장면 행정복지센터 역둔출장소                   | 지방도 제424호선 (역둔원동로)                 | 삼척시 | 지방도 제424호선과 중복                            | 하장면                                                 |
| 둔전교                                           |                                               | 삼척시 |                                                    | 하장면                                                 |
| 오두재                                           |                                               | 삼척시 | 해발 879m                                          | 하장면                                                 |
| 추동2교 추동1교                                  |                                               | 삼척시 |                                                    | 하장면                                                 |
| 장전삼거리                                       | 국도 제35호선 (백두대간로)                    | 삼척시 | 국도 제35호선과 중복                               | 하장면                                                 |
| 광동교 하장고등학교 하장중학교                   |                                               | 삼척시 | 국도 제35호선과 중복                               | 하장면                                                 |
| 광동삼거리                                       | 하장길                                        | 삼척시 | 국도 제35호선과 중복                               | 하장면                                                 |
| 광동댐                                           |                                               | 삼척시 | 국도 제35호선과 중복                               | 하장면                                                 |
| 숙암삼거리                                       | 국도 제35호선 (백두대간로)                    | 삼척시 | 국도 제35호선과 중복                               | 하장면                                                 |
| 번천교                                           |                                               | 삼척시 |                                                    | 하장면                                                 |
| 댓재                                             |                                               | 삼척시 | 해발 810m                                          | 하장면                                                 |
| 댓재                                             | 미로면                                        | 삼척시 | 해발 810m                                          |                                                        |
| 상사전삼거리                                     | 영경로                                        | 삼척시 |                                                    |                                                        |
| 하거노삼거리                                     | 강원남부로                                    | 삼척시 |                                                    |                                                        |
| 하정2교                                          | 동산길                                        | 삼척시 |                                                    |                                                        |
| 하정1교                                          |                                               | 삼척시 |                                                    |                                                        |
| 하정 교차로                                      | 국도 제38호선 (강원남부로)                    | 삼척시 | 국도 제38호선과 중복                               |                                                        |
| 하정교 상거노교                                  |                                               | 삼척시 | 국도 제38호선과 중복                               |                                                        |
| 미로 교차로                                      | 미로강변로                                    | 삼척시 | 국도 제38호선과 중복                               |                                                        |
| 미로교                                           |                                               | 삼척시 | 국도 제38호선과 중복                               |                                                        |
| 무사교                                           |                                               | 삼척시 | 국도 제38호선과 중복                               |                                                        |
|                                                  | 성내동                                        | 삼척시 | 국도 제38호선과 중복                               |                                                        |
| 마평1교 마평2교                                  |                                               | 삼척시 | 국도 제38호선과 중복                               |                                                        |
| 도경 교차로                                      | 강원남부로 오십천로                           | 삼척시 | 국도 제38호선과 중복                               |                                                        |
| 삼척시공설묘지                                   |                                               | 삼척시 | 국도 제38호선과 중복                               |                                                        |
| 하늘정원시립묘지                                 |                                               | 동해시 | 국도 제38호선과 중복                               | 북평동                                                 |
| 단봉삼거리                                       | 국도 제7호선 (동해대로)                       | 동해시 | 종점 국도 제38호선과 중복                          | 북평동                                                 |

## 도로명
경상북도
- 영주시 봉현면 봉현 교차로 ~ 봉현면 행정복지센터 : 오현로
- 영주시 봉현면 봉현면 행정복지센터 ~ 봉현사거리 : 신재로
- 영주시 봉현면 봉현사거리 ~ 풍기읍 (풍기오거리) : 풍기로
- 영주시 풍기읍 (풍기오거리) ~ 동양대삼거리 : 동양대로
- 영주시 풍기읍 동양대삼거리 ~ 부석면 부석 회전교차로 : 소백로
- 영주시 부석면 부석 회전교차로 ~ 두봉교 남단 : 부석사로
- 영주시 부석면 두봉교 남단 ~ 남대리 : 영부로

충청북도
- 단양군 영춘면 의풍2리 ~ (의풍1리) : 영부로
- 단양군 영춘면 (의풍1리) ~ (노루목) : 김삿갓로

강원특별자치도
- 영월군 김삿갓면 (노루목) ~ 옥동초등학교 주석분교 (폐교) : 김삿갓로
- 영월군 김삿갓면 옥동초등학교 주석분교 (폐교) ~ 중동면 녹전사거리 : 영월동로
- 영월군 산솔면 녹전사거리 ~ 석항삼거리 : 태백산로
- 영월군 산솔면 석항삼거리 ~ 연상삼거리 : 영월로
- 영월군 산솔면 석항 교차로 ~ 정선군 사북읍 사북 교차로 : 강원남로
- 정선군 사북읍 사북 교차로 ~ 연세병원삼거리 : 지장천로
- 정선군 사북읍 연세병원삼거리 ~ 화암면 합수거리 : 소금강로
- 정선군 화암면 합수거리 ~ 삼척시 하장면 장전삼거리 : 오두재로
- 삼척시 하장면 장전삼거리 ~ 숙암삼거리 : 백두대간로
- 삼척시 하장면 숙암삼거리 ~ 미로면 하거노삼거리 : 두타로
- 삼척시 미로면 하거노삼거리 ~ 하정 교차로 : 강원남부로
- 삼척시 미로면 하정 교차로 ~ 성내동 도경 교차로 : 미로 ~ 삼척간 도로
- 삼척시 성내동 도경 교차로 ~ 동해시 북평동 단봉삼거리 : 강원남부로